# Равноноги
Равноногите (Isopoda) са разред висши ракообразни. Съществуват около 2500 вида, предимно водни, някои на сушата като мокрици. Има и паразити.

## Описание
Видовете живеят на различна дълбочина във водата. Тялото им е сплеснато гръбокоремнно, сегментирано. Дължината им е от 1 mm до 20 cm. Краката са 8 двойки, първата е превърната в ногочелюсти, а формата на някои е цилиндрична. Окраската на тялото им зависи от храната. Коремните им крайници служат за дишане и плуване. Има някои изоподи, които са всеядни, други – хищници, трети – растителноядни. Край бреговете на Черно море се срещат подобни видове, наричани в България „морски хлебарки“.